# Haplopteris longicoma
Haplopteris longicoma là một loài dương xỉ trong họ Pteridaceae. Loài này được Christ E.H. Crane mô tả khoa học đầu tiên năm 1997.